# Форно Канавезе
Форно Канавезе (итал. Forno Canavese) је насеље у Италији у округу Торино, региону Пијемонт.
Према процени из 2011. у насељу је живело 3438 становника. Насеље се налази на надморској висини од 516 м.

## Становништво
Према резултатима пописа становништва 2011. у општини је живело 3.612 становника.
| 1936. | 1951. | 1961. | 1971. | 1981. | 1991. | 2001. | 2011. |
| ----- | ----- | ----- | ----- | ----- | ----- | ----- | ----- |
| 3.211 | 3.074 | 3.625 | 4.035 | 4.319 | 4.039 | 3.716 | 3.612 |